# Departamento de Maldonado
Maldonado es uno de los diecinueve departamentos que componen la República Oriental del Uruguay. Ubicado en el sureste del país, limita al norte con el departamento de Lavalleja, al este con Rocha, al oeste con Canelones, y al sur con las costas del Río de la Plata y el océano Atlántico. Su capital y ciudad más poblada es la homónima localidad de Maldonado. 
Con una población de aproximadamente 210 000 habitantes, es el tercer departamento más poblado del país, solo por detrás de Montevideo y Canelones. Su capital departamental, junto a las localicades de Punta del Este y parcialmente la de San Carlos, forman la segunda conurbación más importante de Uruguay. Asimismo, es el segundo departamento más urbanizado del país, con más del 95 % de su población residiendo en áreas urbanas.
El departamento de Maldonado posee una gran importancia turística, al albergar varios de los destinos más relevantes del país. A lo largo de su costa, se encuentran numerosas playas y localidades balnerarias que reciben a un alto número de visitantes cada año. Asimismo, constituye un centro universitario y de negocios, con la presencia de diversas instituciones de educación superior y empresas. Frente a sus costas continentales  se encuentran las islas de Lobos y Gorriti. El 19 de octubre de cada año se celebra el Día de Maldonado.

## Historia

### Toponimia
El origen de su nombre data del año 1530, cuando el colono y navegante Sebastián Gaboto partió rumbo a Castilla, España, dejando el cargo al teniente Francisco Maldonado, que dirigía el barco de «Santa María de Espinar».

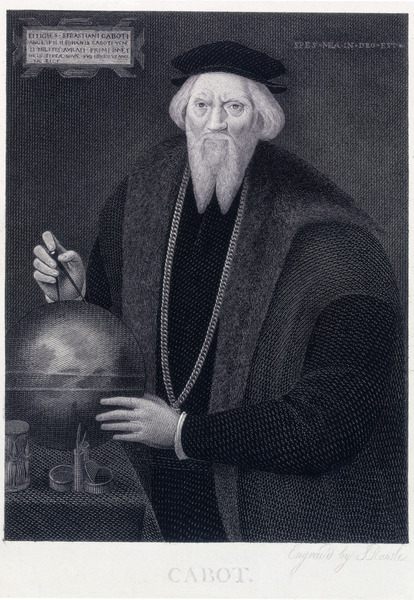
Sebastián Gaboto.

### Primeros poblados
A fines de 1749, el rey de España decidió nombrar a Don José Joaquín de Viana como primer Gobernador de Montevideo, asumiendo el mando en las postrimerías de 1751 tras su desembarco en Buenos Aires en febrero de ese mismo año.
Viana, una vez en el poder, se planteó la posibilidad de ir ganando terreno, por lo que no vaciló en hacer entrega de estancias en predios que iban distanciándose notoriamente del dominio montevideano (que en su momento estaba compuesto de pequeños ranchos y haciendas que formaban parte de lo que hoy comprende el barrio de la Ciudad Vieja).
En 1752, el Tratado de Madrid establecía los límites administrativos y Viana autorizaba una orden de arresto para Francisco Gorriti, capitán del Regimiento de Cantabria, por rehusarse a contribuir con los gastos expedicionarios defensivos que se realizaban, por ejemplo, contra los indios minuanes. Este hecho es muy significativo para la historia departamental puesto a que es el motivo por el cual la Isla de Maldonado pasara a conocerse como la actual Isla Gorriti.
Simultáneamente se llevaba a cabo la colocación de los Marcos que comprendían a la Banda Oriental en una línea divisoria que justificaba la ocupación del territorio con la firma del Tratado. De esta manera, Montevideo se exponía a merced del invasor y Maldonado a las intenciones colonizadoras del Imperio lusitano.
El gobernador comienza a preocuparse ante lo inevitable y decide acudir al apoyo del rey, enviándole un Oficio en julio de 1754, en el que expresaba su malestar ante el ligero avance de los portugueses que ya se hacían con un establecimiento en la abadía del Chuy. Viana proponía que se levantaran dos poblados, el primero en Maldonado y el segundo en Minas, para controlar la situación y a lo que se podría llegar si se destinaban fondos suficientes por parte de la Real Hacienda. El fin primordial sería auxiliarse de forma mutua y servir de barrera ante posibles ofensivas provenientes de Río Grande.

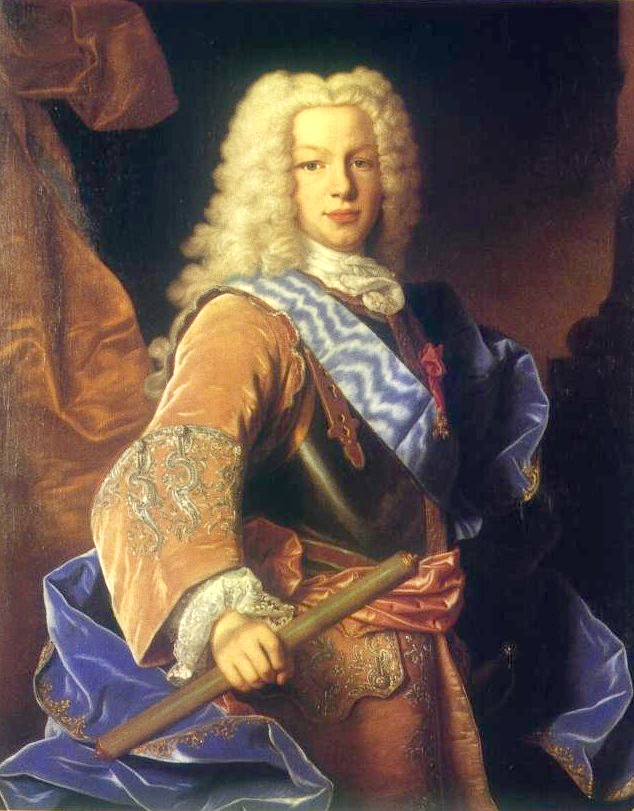
Fernando VI de España, a quien se debe el gentilicio de fernandino para los nativos de este departamento.

Ante la indiferencia de su majestad, Viana tomó la directiva de emprender un viaje en compañía de 13 vecinos en agosto de 1755, fundando el asentamiento de «La Caballada del Diario». Unos cuantos meses después, la población se traslada a su emplazamiento actual.
Para tal efecto se desconoce la participación del rey español o de alguna autoridad vinculada a la jurisdicción oriental, por lo que se presume que debe haber sido una intervención de facto. Viana pasaría desde ese momento a exigir igualdad de condiciones y buen trato a los nuevos colonos de Maldonado, tal y como se había dado con los primeros habitantes montevideanos.
El pueblo recibió el nombre de Maldonado que, desde tiempo inmemorial, había sido adjudicado tanto a la isla como a la bahía. Poco después, y en homenaje al rey Fernando VI, se comenzó a emplear la terminación de San Fernando de Maldonado.
La edificación de la villa corrió bajo cuenta del ingeniero Francisco Rodríguez Cardozo, quien eligió el lugar adecuado sobre el que se asentaría de forma definitiva.

### Principios delSigloXIX

#### Crisis de la monarquía (1800-1825)
Debido a los sucesos que estaban ocurriendo en la Península Ibérica, tales como el pasaje de los Borbones a José Bonaparte (1808), las abdicaciones de Bayona (1808), el auge de Napoleón en Europa, el traslado de la familia real portuguesa a Río de Janeiro (1807) y la Junta Central llevada a cabo en la Península (1808), se desataron una serie de cambios en territorio americano. Otros sucesos relevantes, sobre todo para Maldonado, fueron las invasiones portuguesas (1806) y las Juntas que tuvieron lugar a lo largo del continente (1808-1810). 
Según el historiador De León Montañés, las invasiones inglesas que se dieron entre 1806 y 1807 se sufrieron en Maldonado de manera distinta a Montevideo. Aunque Maldonado no fue el principal escenario de los combates, su puerto sirvió como punto estratégico no solo para los españoles sino para el aprovisionamiento de las tropas británicas. 

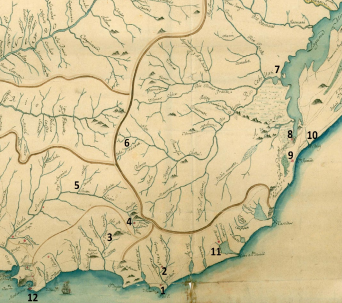
Pueblos de la frontera este del virreinato de Buenos Aires que conformaron en 1816 el departamento de Maldonado.

Por otro lado, el proceso revolucionario iniciado en 1810 en Buenos Aires significó el enfrentamiento entre Montevideo y Maldonado. La Banda Oriental quedó envuelta en una dinámica de enfrentamientos entre fuerzas realistas, patriotas y posteriormente luso brasileñas. Más tarde, durante el período de la Liga Federal (1815-1820), Maldonado quedó bajo la influencia del proyecto artiguista, aunque constantemente amenazado por las ofensivas luso brasileñas que buscaban consolidar su control sobre la región. Fue en este período, a principios de 1816, cuando el Cabildo de Montevideo dispuso de la conformación de seis “departamentos” equivalentes al número de cabildos al sur del río Negro y el río Yí: Montevideo, Canelones, Maldonado, Colonia, Soriano y San José. Además, posicionó a la ciudad de San Fernando de Maldonado como la cabeza de una jurisdicción que se mantuvo durante la mayor parte del siglo XIX, y la dejó como principal autoridad de un departamento que incluía las villas de San Carlos, Rocha, Minas y el pueblo de Santa Teresa. Observando el mapa del Uruguay actual, esto corresponde a los departamentos de Rocha y parte de Lavalleja. 
En 1820, con la derrota de Artigas y la invasión portuguesa, Maldonado comenzó a formar parte de la Provincia Cisplatina, integrada al Imperio de Portugal, Brasil y Algarve. Esta situación se mantuvo hasta 1825, cuando se inició la Cruzada Libertadora liderada por los Treinta y Tres Orientales, dando inicio a un nuevo ciclo de lucha por la independencia, ahora frente al Imperio brasileño.
En 1820 era “inminente la caída de Maldonado en manos de los portugueses”  debido a su proximidad física con las fronteras del Brasil y su puerto, lo que generó que la ciudad fuese de las primeras afectadas. Ya bajo su dominación, durante la llamada Provincia Cisplatina, se reconstruyó el “corredor de baterías” (1817-1822) que armó a la costa de poder militar, y más adelante, durante la guerra de la Independencia de 1827, el puerto fue ocupado por las fuerzas imperiales brasileñas como fondeadero de recalada de la Flota Imperial, punto de enlace entre Montevideo y Río Grande.

#### Proceso independentista (1825-1830)
A principios de 1824, con el auge del dominio brasileño, se levantó un padrón de la ciudad de Maldonado que comprendió el número de hogares, cabezas de familia y personas aptas para votar, el cual permitió entrever un vistazo a la composición de la población de la época: en su totalidad fueron 238 familias, con un total de 502 hogares. Dejando de lado a los jefes de hogar, el 33% de los varones solteros, casados o viudos se dedicaban al comercio, aunque en la ciudad el grupo más grande lo componían los artesanos, que eran alrededor del 44%. La actividad comercial de la población fernandina estaba densamente concentrada en las pulperías, pero también en las guías de campaña, las embarcaciones y los remates.
En el ámbito económico, el ciclo de las guerras de independencia (1810-1828) redujo las riquezas de los comerciantes, frecuentemente impactados por los cambios en la legislación y los asaltos a sus bienes, propiedades, transportes, las reiteradas requisas y la movilización de hombres para la guerra. El naturalista francés Alcide d’Orbigny (1802-1857) visitó las tierras fernandinas en el año 1826 y describió el paisaje de un territorio y una población afectada profundamente por la guerra (que para 1830 sería aún más grave):
El comercio de Maldonado, consistente sobre todo en cueros vacunos, se hallaba reducido a la nada y se me mostró más de diez mil pieles de lobo marino almacenadas desde hacía dos años por falta de salida.
Edmond Jurien de la Gravière, un almirante francés (1722-1849) que visitó Maldonado en 1820, escribió sobre la vista de una ciudad afectada por las constantes luchas:
Las calles, bien delineadas y espaciosas, estaban desiertas. Las cosas, construidas de ladrillo, no tienen más piso que la planta baja; la mayor parte, caída en ruinas. Dos iglesias se levantaban entre las casuchas (...) Esta ciudad, dejada por sus habitantes, tenía un aspecto siniestro.
Existía un importante peso puesto en los puertos de Maldonado, desde un punto de vista económico tanto como político: ubicaciones específicas como las hoy llamadas Isla de Lobos e Isla Gorriti contaban con una relevancia geopolítica y fueron escenarios de varios episodios y batallas, e incluso Artigas en sus Instrucciones del Año XIII solicitó al Congreso la habilitación del Puerto de Maldonado y la instalación de una aduana, de manera que se pudieran regularizar los comercios a ultramar.
En el ámbito político, el historiador Julián Miranda escribió en el año 1913 que "ateniéndonos á los documentos oficiales de la época, la milicia de Maldonado al mando del coronel Leonardo Olivera, fué una de las divisiones del ejército republicano que más se distinguieron en la campaña libertadora de 1825 al 28 (...)”, permitiendo así colocar a Maldonado y su población como partícipes de la constante lucha por el territorio, con Leonardo Olivera siendo solo uno de los varios fernandinos que se destacaron en la contienda. 
El 29 de mayo de 1824 el Cabildo de Maldonado procedió a la Jura de la Constitución brasileña y obligó a hacer lo mismo en San Carlos, Minas y Rocha. Un año después, el 25 de agosto de 1825, en medio de un creciente contexto de lucha, se eliminaron las actas del cabildo: “desde la primera hasta la última firma, todas las declaraciones a favor de Portugal y de Brasil”. Carlos Anaya, representante de Maldonado, se encontraba presente en la Sala de Representantes.
En el año 1827 la progresiva transformación de la organización del territorio concretó en la eliminación de los Cabildos. Tras un año cargado de luchas, conflictos y negociaciones, el 6 de diciembre de ese mismo año Lavalleja, en su poder como gobernador provisorio, decretó un nuevo ordenamiento de la justicia y creó en cada ciudad cabecera –incluida Maldonado– los Consejos de Administración de Justicia. Estos eran organismos que suplantaron los poderes y obligaciones de los Cabildos, autoridades que resultaban un vestigio de la dominación colonial española. Las funciones de los Consejos de Administración de Justicia eran similares y se integraban de forma anual por un alcalde, un defensor de pobres y un fiscal del crimen, quienes debían ser electos por el gobierno a través de listas conformadas según el voto de los vecinos. Junto a los curas párrocos y a los comandantes militares, estos constituyeron las principales autoridades del entramado institucional departamental.
Tras la eliminación de los Cabildos y la incorporación de los Consejos de Administración de Justicia, en 1830 fue nombrado alcalde ordinario de la ciudad de Maldonado Francisco Aguilar (1776-1840), un comerciante español originario de Tenerife. Aguilar instaló una casa de comercio que le permitió incrementar su fortuna e instalarse en el territorio. Sus antecedentes en la política de la ciudad se remontaban a la época de las provincias, donde mediante su crecimiento y participación popular fue votado como ministro interino de hacienda de Maldonado. A su vez, también había apoyado a Lavalleja de forma monetaria en la Cruzada Libertadora del año 1825.
En 1828, con la firma de la Convención Preliminar de la Paz entre Brasil y las Provincias Unidas, se puso fin a la guerra, la cual concluyó con la formación del Uruguay como Estado Independiente. Para 1829 se sancionó la primera carta magna, y tras la solicitación de la Asamblea General Constituyente y Legislativa del Estado de un informe sobre la población del nuevo Estado, se estimó que el departamento de Maldonado, ya mermado por la guerra, contaba con 16.000 individuos, incluyendo a la jurisdicción de Castillos y Santa Teresa. En el año siguiente, 1830, se juró la primera Constitución. 
Durante los años 1829-1830, la economía en el territorio ahora declarado nuevo Estado Oriental era una de bajo ingreso del desarrollo pecuario y ganadero. Esta baja producción generó un desequilibrio en el balance comercial: por su conveniente ubicación como parte de una red portuaria, la economía del puerto de Punta del Este se caracterizó por un comercio de tránsito. Es por ello que las exportaciones eran bajas como efecto de un largo periodo de décadas de lucha en el territorio –lucha que en muchas instancias se llevaba a cabo en altamar, utilizando el comercio y control de las aguas como arma. La mayor parte de la actividad económica se encontraba en el impuesto a las importaciones de los productos extranjeros, por lo que en este periodo se llevó a cabo una transformación en el régimen impositivo de la recaudación, formulando derechos de aduana.

## Construcciones antiguas

### Maldonado
La Catedral San Fernando de Maldonado: edificio de estilo neoclásico. Su creación data del año 1801, y se fundó en octubre de 1895 por obra del Arzobispo montevideano, el Dr. Mariano Soler (nacido en San Carlos). El altar mayor representa el trabajo de Antonio Veiga, que obtuvo dos premios en la exposición continental llevada a cabo en Buenos Aires hacia 1882.
La imagen de la Virgen del Carmen situada en el extremo superior del altar, fue propiedad del Vapor «Ciudad del Santander», que naufragó en las proximidades de Isla de Lobos en 1829. El Marqués de Comillas, su legítimo propietario, donó la imagen que hoy recibe la veneración a la Virgen y sobre cuyo soporte el pintor uruguayo Carlos de Santiago, representó al barco «Ciudad del Santander».
Capilla: en febrero de 1801 el párroco Dr. Dámaso Gómez de Fonseca estableció de forma oficial este emplazamiento, para poder construir en el solar pensado para Iglesia la actual Catedral. En tiempos de invasión inglesa la Capilla fue el sitio que se encontró a salvo de las ofensivas bélicas, aunque en 1889 se corría el rumor de que podría derrumbarse debido a su deterioro.
Torre del Vigía: fue edificada por Don Rafael Pérez del Puerto en 1800. Tiene cinco metros de lado y trece de altura. Su fin era el de observar el Río de la Plata e informar al gobierno de Buenos Aires sobre cualquier ingreso marítimo al estuario bajo su jurisdicción. Según cuentan leyendas locales, existía bajo la torre una entrada a un complejo de túneles que la comunicaban con el Cuartel de Dragones y la Catedral. Estaba destinado a usarse en casos de emergencia e invasión; lamentablemente aún no se ha encontrado evidencia arqueológica de su existencia.
Marco de los Reyes: instalado en 1752 para servir de límite entre las posesiones españolas y portuguesas de acuerdo a lo redactado en Madrid en 1750. Existían varios de ellos, que marcaban los límites acordados en el Tratado de Tordesillas y el de San Ildefonso, resultados entre otras tratativas diplomáticas, de la Bula del Papa Alejandro VI (Rodrigo Borgia o Borja) de origen valenciano. Es de mármol blanco salpicado en color rosado, y fue fabricado en Lisboa, esculpido con fechas y nombres de los monarcas de aquel entonces, Fernando VI de España y Juan II de Portugal.
Cuartel de Dragones o Blandengues: el levantamiento de este edificio se produjo en marzo de 1771 y culminó en 1797. Fue planificado por Bartolomé Howel, un ingeniero español, quien lo sobrellevó en su primer tramo. En él se inició el general José Gervasio Artigas, prócer nacional uruguayo como blandengue, al servicio de la Corona española.

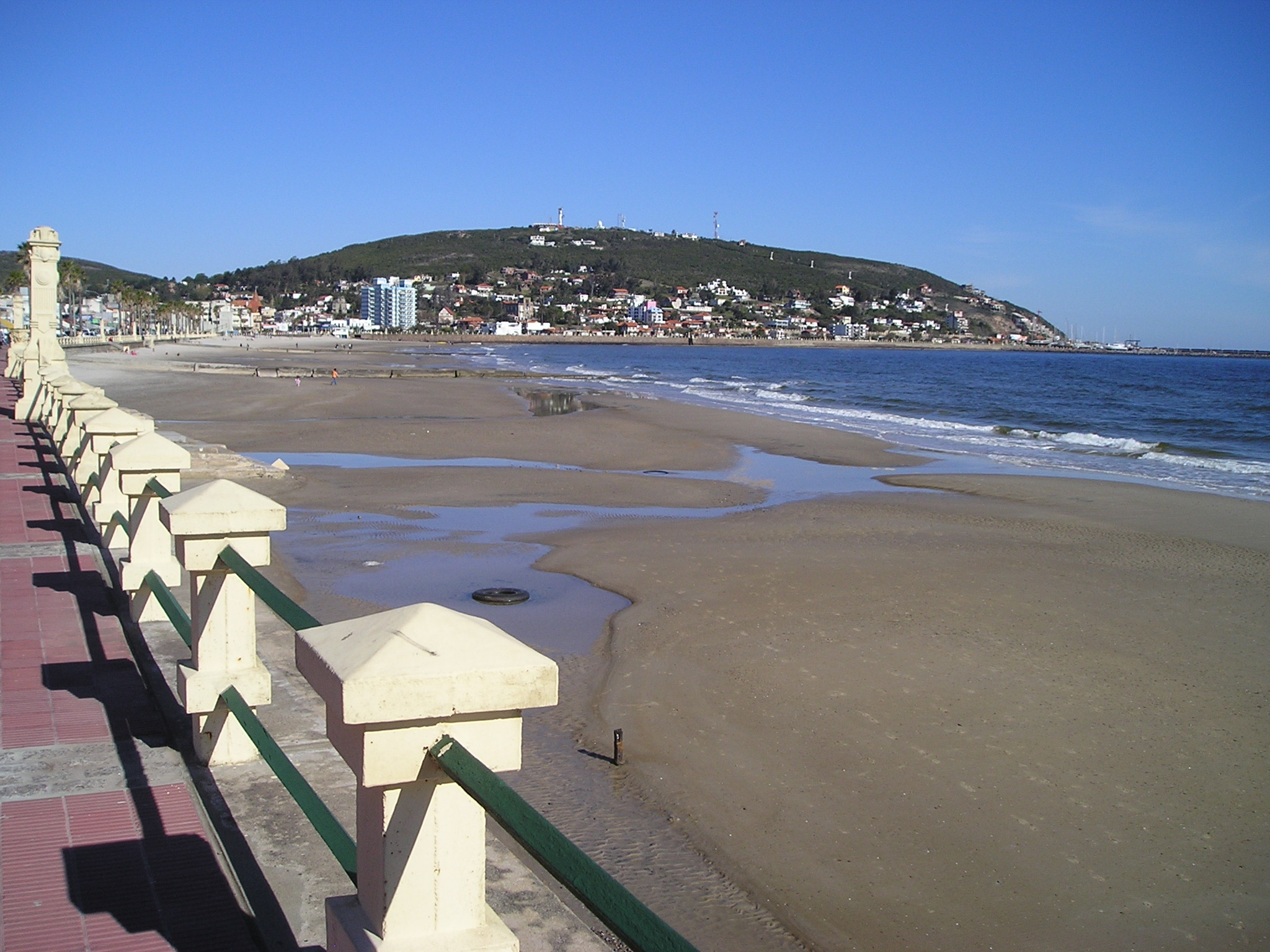
Piriápolis.

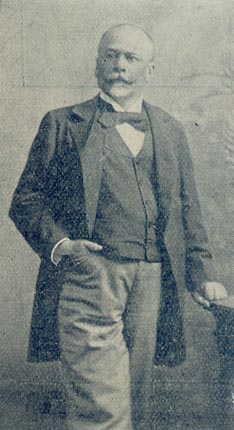
Francisco Piria hacia 1900.

### Piriápolis
El Castillo de Piria: construido hacia 1894 por Don Francisco Piria (al que debe su nombre), tiene una mezcla de estilos francés e italiano. Lo rodeaba un enorme jardín con plantas exóticas y estatuas de terracota traídas de Europa, (las que fueron rotas a balazos por un conocido expresidente uruguayo) dos fuentes, una redonda que tiraba agua de unos peces en terracota y una rectangular que se destacaba por su tamaño y profundidad, la cual que tenía en un extremo un balcón con San Isidro de dónde emanaba un chorro de agua desde una jarra que tenía en su mano. Las habitaciones eran de estilo Luis XV con paredes revestidas con papeles de origen europeo con detalles en dorado; cielorrasos con «medias cañas» pintadas con oro a la hoja, pisos de pinotea, la escalera principal de granito extraído del cerro Pan de Azúcar. Fue vendido en 1975 por la familia Isola Piria (hijos de Adela Piria) a la familia Amaro, y luego donado a la IDM quién lo convirtió en Museo Histórico en 1980 recibiendo vajillas y adornos del Argentino Hotel y el ex Hotel Piriápolis, material fotográfico y recuerdos de la época por parte de la Sra. Julia Guadalupe. Ha sido objeto de leyendas que versan de tesoros escondidos, que nunca se encontraron y de energías en su contorno. Tal vez esto se deba a la supuesta actividad y creencias de Piria en la alquimia y de su participación en la Masonería, lo que le da el tinte místico a su obra. A pocos kilómetros del castillo, existen restos de una catedral de estilo gótico que él estaba construyendo cerca de Piriápolis que nunca terminó, y supuestamente dejó de hacerlo porque la Iglesia se negó a consagrarla debido a que no fue bendecida su piedra fundamental. Aparte de su castillo, con reminiscencias francesas e italianas, este hombre, luchador incansable, construyó El Argentino Hotel (un gigantesco complejo que parece extraído de la riviera francesa), parques y jardines con esculturas que él mismo trajo de Europa, como el toro de bronce que remata el paseo del cerro del Toro (un toro de bronce de más de 600 kg que escupe agua), el Jardín de Venus, de estilo puramente griego, y el Pabellón de las Rosas, donde año a año se realizan certámenes de belleza y desfiles de modas. Lo cierto es que hoy puede visitarse y conocer el estilo de vida de la que fuera la familia más rica de la zona.

### Punta Ballena
Casapueblo: obra del pintor y escultor Carlos Páez Vilaró, sobre la costa occidental de Sierra de la Ballena. Es el producto de más de tres décadas de trabajo, y es famoso por sus casas de piedra y cal blanco dándole un toque rústico y natural a la vez. Se dice de esta obra que no tiene un solo ángulo recto en toda su construcción. Recuerda vagamente a las construcciones de las islas griegas.

### Punta del Este
Faro de Punta del Este: su construcción data de 1860 y fue entregado por Tomás Libarona para la correcta vigilancia de la navegación Río de la Plata-Mar Uruguayo-océano Atlántico. Posee 45 m de altura.
Puerto Nuestra Señora de la Candelaria: hallado en febrero de 1506 por el explorador Juan Díaz de Solís, el día que tenía lugar la celebración a la Virgen de la que adoptó su nombre.

### San Carlos
La ciudad de San Carlos fue fundada en 1763 por don Pedro de Cevallos, con un pequeño núcleo de familias azorianas radicadas en Río Grande, al cual luego se sumaron familias españolas. La Iglesia de San Carlos Borromeo, con el empuje fundamental del cura Amenedo de Montenegro, se comenzó a construir en 1792 y se finalizó en 1801. Es la única con planos similares a la Iglesia de Santa María, en el sur de España, planos que datan del S IV. De estilo romano antiguo, posee en su patio exterior lápidas pertenecientes a los primeros habitantes con curiosas inscripciones. Este cementerio funcionó hasta 1850. Fue declarada Monumento Histórico Nacional en el año 1963.Es la Iglesia más antigua del país que se conserva en su estado original.
Casona de Don Carlos Seijo: perteneció al historiador del mismo nombre, que fue asimismo el primero en realizar investigaciones sobre la población carolina a fines del siglo XIX.
Molino Lavagna: recibe el seudónimo de su antiguo propietario Ignacio Lavagna, nacido en Italia y trasladado a Maldonado en 1870. Trabajó en el Molino Perdomo hasta que en 1884 comprara el suyo y ejerciera en calidad de empresario. El mismo año de su muerte, en 1928, el molino se incendió perdiéndose todo tipo de ganancia. Carlos Lavagna, su hijo, se encargaría de hacerlo funcionar nuevamente al traer maquinaria alemana, pero en 1931 fallece y la deuda que subyacía a la fábrica hizo que se clausurara de forma definitiva. Hoy en día se encuentra sumido en ruinas.
Estación de Trenes: construida a la usanza de la época; se conserva en bastante buen estado y evoca los tiempos en que la actividad ferroviaria era el principal medio de transporte en el país. Aún se encuentran vagones de madera y zorras en sus vías abandonadas.

## Geografía
Posee un relieve que se caracteriza por la presencia de sierras. La península de Punta del Este separa al Río de la Plata del océano Atlántico Su costa, de unos 100 km va desde su límite con Canelones (por el arroyo Solís Grande) hasta su frontera con Rocha, en la Laguna Garzón.

### Orografía
Es algo rocoso y de medianas a elevadas alturas. Desde el conjunto serrano de Carapé, alejado de la zona costera, emergen los de Caracoles y Ballena con dirección al sur, la sierra de las Cañas hacia el norte, y hacia el suroeste, el Cerro Catedral (con 513 m s. n. m., el punto más alto de Uruguay).
Sobre el litoral meridional, la Cuchilla Grande abre paso al Cerro de las Ánimas, ubicado en la sierra de mismo nombre, la segunda más alta del país, con 501 metros. Próximo a Piriápolis se sitúa el Cerro Pan de Azúcar (423 m s. n. m.).

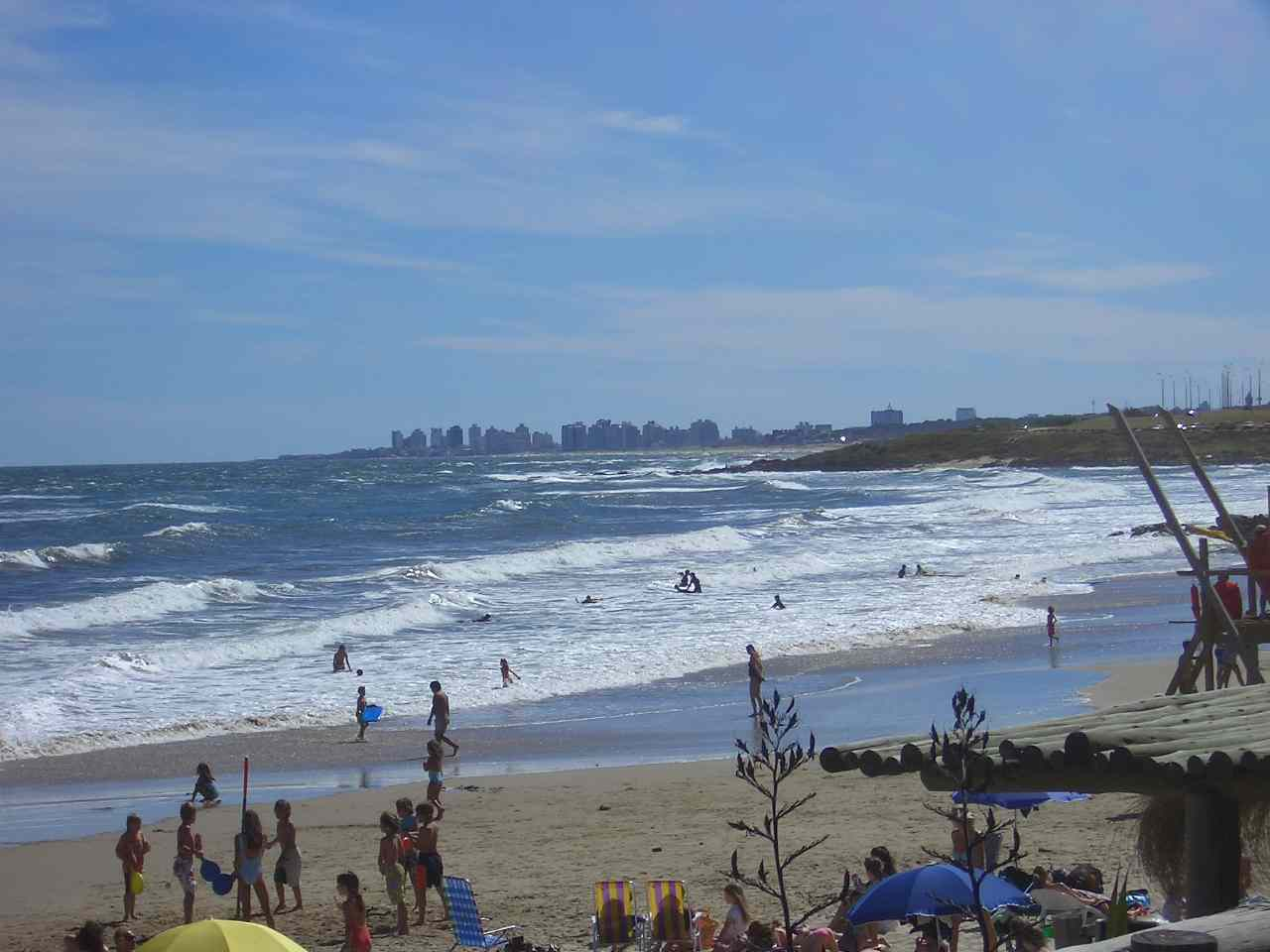
Playa brava en las costas de Punta del Este, sur de Maldonado.

Las playas son arenosas y empinadas, como se aprecia en los balnearios de Las Flores, José Ignacio, Manantiales, Punta Colorada y Santa Mónica, entre otros tantos.

### Hidrografía
El departamento de Maldonado es el único del país al que no lo recorre ningún río. La mayor parte de los arroyos desembocan en pequeñas lagunas, como lo son el arroyo Garzón, que desemboca en la laguna de mismo nombre, el arroyo José Ignacio, afluente de la laguna homónima, y los arroyos Sauce y Pan de Azúcar que fluyen en la Laguna del Sauce.
En el Río de la Plata desembocan el arroyo Solís Grande y el arroyo de Mataojo, el principal afluente de este último es el arroyo de San Carlos, desembocando a través de él los arroyos de las Cañas y de los Caracoles.
El arroyo del Aiguá pertenece a la Cuenca de la laguna Merín, y tiene como afluente a los arroyos del Alférez y Sarandí Grande.

### Sismicidad
La región responde a la «falla de Punta del Este», con sismicidad baja; y su última expresión se produjo el 5 de junio de 1888 (137 años), a las 3.20 UTC-3, con una magnitud de 5,5 en la escala de Richter. (Terremoto del Río de la Plata de 1888).

### Clima
El clima de Maldonado es templado y húmedo (promedio 16 °C , promedio aprox. de 22 en verano, 10 en invierno y 1000 mm anuales de lluvias). Tienen características semejantes a las zonas «templadas marítimas». Las nevadas son raras, aunque en el invierno del año 1993 fue posible observar la sierra de las Ánimas nevada, aunque este caso no fue un caso único ni aislado en la historia del departamento.

### Flora y fauna
Próximo a San Carlos podemos encontrar árboles que nacieron antes de 1910, pudiendo verse eucaliptus, coníferas, ombúes, hibiscos, romeros, palmeras, y tunas, en menor medida.

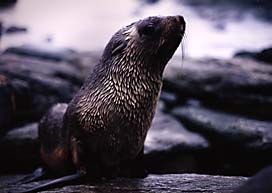
El lobo de mar abunda en las playas de Maldonado, especialmente en la isla que lleva su nombre, la de Lobos.

En cuanto a su fauna, en las cercanías del cerro Pan de Azúcar se encuentra la «Reserva de Fauna Autóctona», abierta al público, en la que se puede visitar a los animales en su entorno natural.
Destacan el carpincho, el gato montés, el puma, el yacaré, el yaguareté, el zorro gris, la mulita, el pecarí de collar, el ciervo guazú-virá, el benteveo, el ñandú, y otras especies de aves, como por ej: la garza bruja, el carancho y el chimango, etc. Otras especies, como los murciélagos habitan hacia el norte, en las grutas de Salamanca en Aiguá. En las costas se reproducen dos especies de lobos marinos, cuya principal población se encuentra en la isla de Lobos, situada en el océano Atlántico, que es considerada una reserva natural, no abierta al público. También en la costa se puede apreciar a la ballena franca austral, que habita en las aguas del mar Uruguayo.

## Economía
La principal fuente de ingresos del departamento se encuentra dada por la inmensa actividad turística que tiene su mejor época en los meses de verano, esto es, desde mediados de diciembre a principios de marzo. A la gente le llama la atención sus hermosas playas, la rambla de Punta del Este y sus hoteles 5 estrellas, como el ENJOY Punta del Este, el hotel San Rafael, Las Cumbres y otros lugares lindos para visitar. También juega un papel importante la agricultura, con mayor campo laboral en el sur, y la cría de ganado vacuno y ovino, más común del centro al norte de Maldonado. Las plantaciones son bastante variadas y van desde maíz, trigo, forrajes, papas (o patatas), hasta la cosecha de hortalizas y vid. Por último, existe una explotación minera e industrial prolongada. En Pan de Azúcar se pueden encontrar empresas dedicadas a la producción de mármol, de cemento tipo Portland, y allí y en la zona serrana de Carapé se explotan canteras de esa piedra. En las ciudades más centralizadas hay una extendida industria destinada a la manufactura de conservas, harinas, productos vinícolas, azúcar y textiles.

## Infraestructura

### Transporte
Maldonado está conectado, tanto con el resto del país como a nivel interno, mediante las rutas 9, 10, 12, 13, 37, 38, 39, 60, 71, 72, 73, 93, 104, 109 e Interbalnearia.
También existe un ramal ferroviario, actualmente clausurado, que hasta 2002 unía Montevideo con Rocha, atravesando Maldonado en sentido este-oeste. El 28 de noviembre de 1982 partió desde la hoy desaparecida estación Punta del Este el último tren que circuló por ese balneario. Al año siguiente se procedió con el desmantelamiento del ramal de 6 km que unía el balneario con la capital fernandina, para en su lugar instalar el Bulevar Artigas y la Terminal de Ómnibus de Punta del Este. En 1998 la ferroviaria estatal AFE, presidida por el Sr. Víctor Vaillant, procedió al desmantelamiento del ramal que quedaba entre la ciudad de Maldonado y San Carlos, con el fin de arrimar la ruta 39 al bulevar ya mencionado.
A nivel aéreo Maldonado cuenta con los aeropuertos departamental El Jagüel e internacional de Laguna del Sauce. Este último sirve como complementario al aeropuerto de Carrasco.
En materia de transporte de pasajeros, posee un sistema departamental de transporte que une destinos dentro del departamento a través de distintas líneas de ómnibus. Estas son operadas por empresas autorizadas.

## Educación
Maldonado cuenta con una serie de instituciones orientadas a la formación de servicios en hostelería, turismo, medicina, derecho, entre otras. La Universidad de la República dispone de un centro asociado a tales propósitos, que organiza de forma conjunta con la Intendencia Municipal. En la capital encontramos además a un centro regional de formación docente, el Centro Regional de Profesores (CERP del Este) y en esta y en el resto, a la Universidad del Trabajo del Uruguay (UTU); además cuenta con una gran cantidad de universidades privadas como puede ser el CLAEH (universidad de derecho y medicina), la UDE (Universidad de la empresa), UNIFA (Universidad Francisco de Asís), entre otros institutos de formación terciaria.
| Centros educativos secundarios y terciarios públicos en Maldonado | Centros educativos secundarios y terciarios públicos en Maldonado | Centros educativos secundarios y terciarios públicos en Maldonado | Centros educativos secundarios y terciarios públicos en Maldonado |
| Nombre                                                            | Año                                                               | Dirección                                                         | Ciudad                                                            |
| Sistema CES (Consejo de Educación Secundaria)                     | Sistema CES (Consejo de Educación Secundaria)                     | Sistema CES (Consejo de Educación Secundaria)                     | Sistema CES (Consejo de Educación Secundaria)                     |
| ----------------------------------------------------------------- | ----------------------------------------------------------------- | ----------------------------------------------------------------- | ----------------------------------------------------------------- |
| Liceo 1 "Florencio Collazo"                                       | 1913                                                              | Acuña de Figueroa y 3 de Febrero                                  | Maldonado                                                         |
| Liceo 2                                                           | 1989                                                              | José Batlle y Ordóñez y Leonardo Olivera                          | Maldonado                                                         |
| Liceo 3                                                           | 1996                                                              | Rimini esq. Calabria                                              | Maldonado                                                         |
| Liceo 4 "Eduardo Víctor Haedo"                                    |                                                                   | Alférez Cámpora y La Virgen                                       | Maldonado                                                         |
| Liceo 5                                                           | 2003                                                              | Avenida Lavalleja y Avenida Joaquín de Viana                      | Maldonado                                                         |
| Liceo 6                                                           | 2016                                                              | 20000 Maldonado                                                   | Maldonado                                                         |
| Liceo de la Barra                                                 | 2016                                                              | Blue Disa s/n esq. Bartolomé Hidalgo                              | La Barra                                                          |
| Liceo de Punta del Este                                           | 1973                                                              | Bulevar Artigas y Sacramento, Parada 5                            | Punta del Este                                                    |
| Liceo de Piriápolis "J. Luis Invernizzi"                          | 1966                                                              | Dr. Héctor Barrios S/N casi Armenia                               | Piriápolis                                                        |
| Liceo de Pan de Azúcar "Prof Álvaro Figueredo"                    |                                                                   | Rivera 981                                                        | Pan de Azúcar                                                     |
| Liceo de Aiguá                                                    | 1943                                                              | Alberto Drapper 706 esquina 18 de Julio                           | Aiguá                                                             |
| Liceo 1 de San Carlos “Presbítero Mariano Soler”                  | 1921                                                              | Melchor Maurente esquina Treinta y Tres                           | San Carlos                                                        |
| Liceo 2 de San Carlos "Luis Barrios Tassano"                      | 1995                                                              | Avda Rodó esquina Carapé                                          | San Carlos                                                        |
| Sistema UTU (Universidad Tecnológica del Uruguay)                 |                                                                   |                                                                   |                                                                   |
| Escuela Técnica Superior Maldonado                                | 1926                                                              | Rafael Pérez del Puerto 807 esquina 18 de Julio                   | Maldonado                                                         |
| (ITTC) Instituto Técnico Tecnológico de la Construcción           | 2015                                                              | Av. Aigua s/n.º esq. Bvar Artigas                                 | Maldonado                                                         |
| Escuela Técnica de Cerro Pelado                                   | 2015                                                              | Sierra de las Cañas s/n.º esq. Cerro San Antonio                  | Maldonado                                                         |
| Escuela Técnica Capuera                                           | 2016                                                              | Av. de los Cisnes y 17 metros, km 110                             | La Capuera                                                        |
| (CEC) Centro Educativo Comunitario Maldonado Nuevo                | 2014                                                              | Libertad s/n.º esq. Juan Correa                                   | Maldonado                                                         |
| (CEC) Centro Educativo Comunitario San Martín                     | 2014                                                              | Joaquín Artigas s/n.º esq. Paravis                                | Maldonado                                                         |
| (PET) Polo Educativo Tecnológico Los Arrayanes                    | 2013                                                              | Camino Los Arrayanes km 7                                         | Piriápolis                                                        |
| Escuela Superior de Alta Gastronomía Dr. Pedro Figari             |                                                                   | Rambla Claudio William esq. Av. Naciones Unidas                   | Punta del Este                                                    |
| Escuela Agraria San Carlos Ing. Agr. Dante Bianchi                |                                                                   | Av. Carlos Seijo s/n.º km 16.500                                  | San Carlos                                                        |
| Escuela Agraria Gregorio Aznárez UTU                              |                                                                   | Ricardo Baronio &, 20302 Gregorio Aznárez                         | Gregorio Aznárez                                                  |
| Escuela Técnica San Carlos                                        |                                                                   | Alvariza N.º 773 esq. Treinta y Tres                              | San Carlos                                                        |
| Escuela Técnica Pan de Azúcar Agrim. Julio O. Rubio               |                                                                   | Félix de Lizarza N.º 1014 esq. Carlos Silva                       | Pan de Azúcar                                                     |
| Sistema UDELAR (Universidad de la República)                      |                                                                   |                                                                   |                                                                   |
| (FCEA) Facultad de Ciencias Económicas y de Administración        | 2007                                                              | Tacuarembó entre Bv. Artigas y Av. Saravia                        | Maldonado                                                         |
| (CURE) Centro Universitario Regional del Este                     | 2007                                                              | Tacuarembó entre Bv. Artigas y Av. Saravia                        | Maldonado                                                         |
| (ISEF) Instituto Superior de Educación Física                     | 2015                                                              | 3 de febrero y Rincón                                             | Maldonado                                                         |
| (ENBA) Instituto Escuela Nacional de Bellas Artes                 |                                                                   | Playa Hermosa                                                     | Piriápolis                                                        |
| Sistema CFE (Consejo de Formación en Educación)                   |                                                                   |                                                                   |                                                                   |
| (IFD) Instituto de Formación Docente Maldonado                    |                                                                   | Rafael Pérez del Puerto 651                                       | Maldonado                                                         |
| (CERP) Centro Regional de Profesores del Este                     |                                                                   | Calle y La Virgen y Alférez Cámpora                               | Maldonado                                                         |

## Demografía
Conforme al censo de 2011, Maldonado contaba con una población de 164 300 habitantes y había un total de 110 794 viviendas en el departamento (47 657 en 2004). Por cada 100 mujeres había 96,9 hombres. En 2004, el hogar promedio era de 2,9.
- Tasa de crecimiento intercensal: 17,20 % (2011-2004) y 23,71 % (2011-2023).
- Tasa de crecimiento anual: 2,29 % (2011-2004)
- Tasa de natalidad: 17,10 nacimientos/1000 personas (2004)
- Tasa de mortalidad: 7,06 bajas/1000 personas
- Promedio de edad: 31,0 (30,1 hombres, 32,0 mujeres) (2004)
- Esperanza de vida al nacer (2004): 76,2 (72,2 hombres, 80,4 mujeres) (2004)
- Promedio de hijos por familia: 2,31 hijos/mujer (2004)

Crecimiento de la población (habitantes):
- 1852: 9 733
- 1860: 20 000
- 1908: 28 020
- 1963: 61 259
- 1975: 76 211
- 1985: 94 314
- 1996: 127 502
- 2004: 140 192
- 2011: 164 300
- 2023: 212 951

## Gobierno
De acuerdo con el artículo 262 de la Constitución de la República, en materia de administración departamental «el Gobierno y Administración de los Departamentos, con excepción de los servicios de seguridad pública, serán ejercidos por una Junta Departamental y un Intendente. Tendrán su sede en la capital de cada departamento e iniciarán sus funciones sesenta días después de su elección.» Además, «el Intendente, con acuerdo de la Junta Departamental, podrá delegar en las autoridades locales el ejercicio de determinados cometidos en sus respectivas circunscripciones territoriales»(...).

### Ejecutivo
La Intendencia Municipal es el órgano ejecutivo del departamento. El Intendente es electo de forma directa con cuatro suplentes por un período de cinco años con posibilidad de reelección.

### Legislativo
La legislatura está ejercida por una Junta Departamental compuesta de 31 ediles, con tres suplentes, que acompañan a las listas electorales y son elegidos de forma democrática. Los ediles son los encargados de proponer reformas municipales, decretos e impuestos, así como cualquier otro proyecto que estimen conveniente coordinar con el Intendente. Estos cumplen la función del Poder Legislativo a nivel departamental.

### Municipios

Municipios del departamento de Maldonado

| Municipio      | Población (2023) | Superficie (km²) |
| Aiguá          | 3378             | 1246             |
| Garzón         | 1281             | 719              |
| Maldonado      | 106 361          | 192              |
| Pan de Azúcar  | 9195             | 719              |
| Piriápolis     | 24 011           | 192              |
| Punta del Este | 20 393           | 48               |
| San Carlos     | 44 476           | 1438             |
| Solís Grande   | 3802             | 240              |

## Centros urbanos
Además de la capital propiamente dicha, Maldonado cuenta con otras ciudades, entre ellas, San Carlos, Punta del Este, considerada uno de los principales balnearios sudamericanos, Piriápolis, circundada por los cerros de San Antonio, del Toro y Pan de Azúcar, la propia ciudad de Pan de Azúcar y Aiguá.
Los siguientes son pueblos o ciudades con una población de 1000 o más personas (datos del censo del año 2023):
| Ciudad/Pueblo    | Población | Municipio      |
| ---------------- | --------- | -------------- |
| Maldonado        | 99 926    | Maldonado      |
| San Carlos       | 30 293    | San Carlos     |
| Punta del Este   | 18 193    | Punta del Este |
| Piriápolis       | 12 188    | Piriápolis     |
| Pan de Azúcar    | 7 658     | Pan de Azúcar  |
| La Capuera       | 4 592     | Piriápolis     |
| Aiguá            | 2 780     | Aiguá          |
| Hipódromo        | 3 322     | Maldonado      |
| Buenos Aires     | 4 612     | San Carlos     |
| El Tesoro        | 2 888     | San Carlos     |
| Punta Ballena    | 1 888     | Maldonado      |
| Playa Grande     | 1 719     | Piriápolis     |
| Playa Hermosa    | 1 456     | Piriápolis     |
| Gregorio Aznárez | 1 300     | Solís Grande   |
| La Barra         | 1 229     | San Carlos     |
| El Chorro        | 1 168     | San Carlos     |

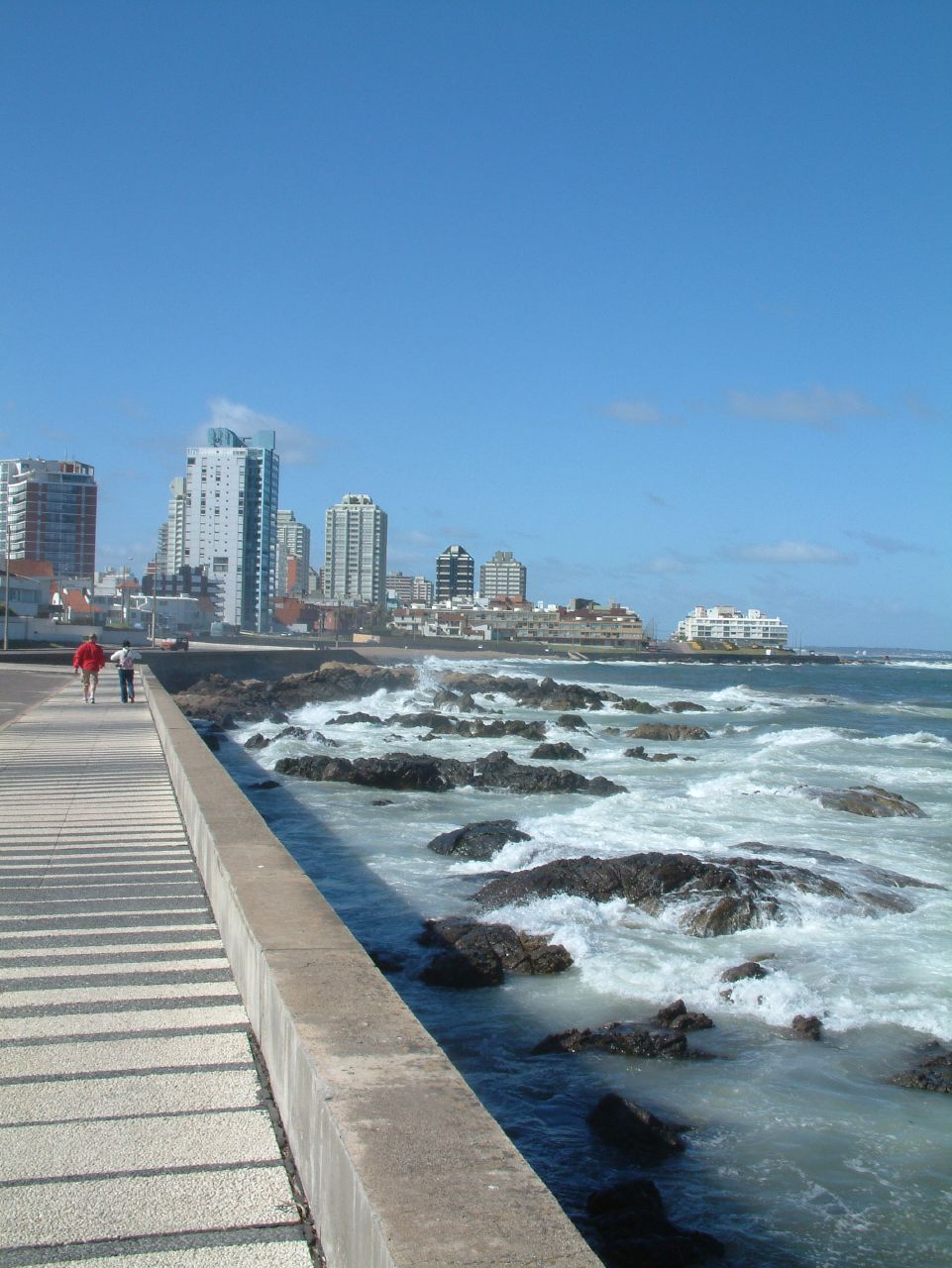
Costa de Punta del Este.

Otras localidades con menos de 1000 habitantes (censo 2011) son:
| - Gerona (679 hab.) - Estación Las Flores (397 hab.) - Cerros Azules (293 hab.) - José Ignacio (292 hab.) - Balneario Solís (288 hab.) - Playa Verde (269 hab.) - Las Flores (241 hab.) | - Ocean Park (234 hab.) - Parque Medina (204 hab.) - Canteras de Marelli (200 hab.) - Garzón (198 hab.) - Punta Negra (914 hab. en 2023) - Nueva Carrara (156 hab.) - Manantiales (149 hab.) - Bella Vista (141 hab.) - Sauce de Portezuelo (771 hab. en 2023) - Los Talas (124 hab.) - Santa Mónica (111 hab.) - Punta Colorada (92 hab.) | - El Edén (85 hab.) - Sierras del Tirol (62 hab.) - Pueblo Solís (61 hab.) - Arenas de José Ignacio (38 hab.) - Chihuahua (37 hab.) - Los Corchos (24 hab.) - Las Cumbres (14 hab.) - El Quijote (10 hab.) - Edén Rock (8 hab.) - Laguna Blanca (6 hab.) - San Vicente (4 hab.) |